# Кушманаковский сельсовет
Кушманаковский сельсовет  — муниципальное образование в Бураевском районе Башкортостана.

## История
Согласно «Закону о границах, статусе и административных центрах муниципальных образований в Республике Башкортостан» имеет статус сельского поселения.

## Население
| 2002  | 2009  | 2010  | 2012  | 2013  | 2014  | 2015  |
| ----- | ----- | ----- | ----- | ----- | ----- | ----- |
| 1551  | ↘1470 | ↘1303 | ↘1273 | ↘1252 | ↘1176 | ↘1158 |
| 2016  | 2017  |       |       |       |       |       |
| ↘1130 | ↘1084 |       |       |       |       |       |

## Состав сельского поселения
| № | Населённый пункт | Тип населённого пункта          | Население |
| - | ---------------- | ------------------------------- | --------- |
| 1 | Кушманаково      | деревня, административный центр | ↘367      |
| 2 | Кудашево         | деревня                         | ↘409      |
| 3 | Тугаево          | деревня                         | ↘229      |
| 4 | Абзаево          | деревня                         | ↘156      |
| 5 | Каратамак        | деревня                         | ↘136      |
| 6 | Кызыл-Октябрь    | деревня                         | ↘6        |